# فهرست قنات‌های شهرستان گرمسار
جدول زیر بر اساس آمار وزارت جهاد کشاورزیتهیه شده‌است. فهرست زیر قنات‌های شهرستان گرمسار در استان سمنان را نشان می‌دهد.
| نام قنات     | موقعیت                         | نزدیک‌ترین روستا | طول قنات (متر)       | تعداد میله چاه | عمق مادر چاه | دبی (لیتر بر ثانیه) | سطح زیر کشت (هکتار) |
| ------------ | ------------------------------ | --------------- | -------------------- | -------------- | ------------ | ------------------- | ------------------- |
| ابهری        | بخشی نامعلوم در شهرستان گرمسار | ابهری           | ۲                    | ۰              | ۰            | ۱۰                  | ۰                   |
| ایوانکی      | بخشی نامعلوم در شهرستان گرمسار | ایوانکی         | ۴                    | ۰              | ۰            | ۲۵                  | ۰                   |
| بهورد        | بخشی نامعلوم در شهرستان گرمسار | بهورد           | ۰٫۸۰۰۰۰۰۰۱۱۹۲۰۹۲۹    | ۰              | ۰            | ۱۵۰                 | ۰                   |
| بهورد        | بخشی نامعلوم در شهرستان گرمسار | بهورد           | ۰٫۶۰۰۰۰۰۰۲۳۸۴۱۸۵۸    | ۰              | ۰            | ۱۰                  | ۰                   |
| جعفر خانی    | بخشی نامعلوم در شهرستان گرمسار | جعفر خانی       | ۰٫۵                  | ۰              | ۰            | ۳                   | ۰                   |
| جوادآباد     | بخشی نامعلوم در شهرستان گرمسار | جوادآباد        | ۰٫۶۹۹۹۹۹۹۸۸۰۷۹۰۷۱    | ۰              | ۰            | ۱۰                  | ۰                   |
| جوادآباد     | بخشی نامعلوم در شهرستان گرمسار | جوادآباد        | ۱                    | ۰              | ۰            | ۱۰                  | ۰                   |
| حسین‌آباد     | بخشی نامعلوم در شهرستان گرمسار | حسین‌آباد        | ۰٫۵                  | ۰              | ۰            | ۱۵                  | ۰                   |
| خلخالیه      | بخشی نامعلوم در شهرستان گرمسار | خلخالیه         | ۲                    | ۰              | ۰            | ۰                   | ۰                   |
| درخت گردو    | بخشی نامعلوم در شهرستان گرمسار | درخت گردو       | ۵٫۰۰۰۰۰۰۰۷۴۵۰۵۸۱E-۰۲ | ۰              | ۰            | ۲                   | ۰                   |
| دزک          | بخشی نامعلوم در شهرستان گرمسار | دزک             | ۰٫۳۴۹۹۹۹۹۹۴۰۳۹۵۳۶    | ۰              | ۰            | ۲۰                  | ۰                   |
| ده نقش       | بخشی نامعلوم در شهرستان گرمسار | ده نقش          | ۱٫۵                  | ۰              | ۰            | ۵                   | ۰                   |
| ده پیران     | بخشی نامعلوم در شهرستان گرمسار | ده پیران        | ۲                    | ۰              | ۰            | ۰                   | ۰                   |
| زورآباد ترک  | بخشی نامعلوم در شهرستان گرمسار | زورآباد ترک     | ۰٫۵                  | ۰              | ۰            | ۱۲                  | ۰                   |
| سلمه تور     | بخشی نامعلوم در شهرستان گرمسار | سلمه تور        | ۱٫۹۹۹۹۹۹۹۵۵۲۹۶۵۲E-۰۲ | ۰              | ۰            | ۵                   | ۰                   |
| عباس‌آباد     | بخشی نامعلوم در شهرستان گرمسار | عباس‌آباد        | ۴                    | ۰              | ۰            | ۳۰                  | ۰                   |
| عدل‌آباد      | بخشی نامعلوم در شهرستان گرمسار | عدل‌آباد         | ۳                    | ۰              | ۰            | ۰                   | ۰                   |
| فلفلک کرک    | بخشی نامعلوم در شهرستان گرمسار | فلفلک کرک       | ۰٫۱۴۰۰۰۰۰۰۰۵۹۶۰۴۶    | ۰              | ۰            | ۴                   | ۰                   |
| قاسم‌آباد     | بخشی نامعلوم در شهرستان گرمسار | قاسم‌آباد        | ۶                    | ۰              | ۰            | ۲۲                  | ۰                   |
| محمد جعفری   | بخشی نامعلوم در شهرستان گرمسار | محمد جعفری      | ۰٫۵                  | ۰              | ۰            | ۰                   | ۰                   |
| محمدآباد     | بخشی نامعلوم در شهرستان گرمسار | محمدآباد        | ۴                    | ۰              | ۰            | ۲۵                  | ۰                   |
| مرادآباد     | بخشی نامعلوم در شهرستان گرمسار | مرادآباد        | ۴                    | ۰              | ۰            | ۰                   | ۰                   |
| مندولک       | بخشی نامعلوم در شهرستان گرمسار | مندولک          | ۱٫۷۰۰۰۰۰۰۴۷۶۸۳۷۲     | ۰              | ۰            | ۱۰                  | ۰                   |
| نصیرآباد     | بخشی نامعلوم در شهرستان گرمسار | نصیرآباد        | ۲٫۵                  | ۰              | ۰            | ۱۰                  | ۰                   |
| نهارخوران    | بخشی نامعلوم در شهرستان گرمسار | نهارخوران       | ۰٫۶۰۰۰۰۰۰۲۳۸۴۱۸۵۸    | ۰              | ۰            | ۱۰                  | ۰                   |
| نورالدین‌آباد | بخشی نامعلوم در شهرستان گرمسار | نورالدین‌آباد    | ۳                    | ۰              | ۰            | ۰                   | ۰                   |
| همت‌آباد      | بخشی نامعلوم در شهرستان گرمسار | همت‌آباد         | ۱٫۵                  | ۰              | ۰            | ۱۵                  | ۰                   |
| همند کرک ۱   | بخشی نامعلوم در شهرستان گرمسار | همند کرک ۱      | ۰٫۱۵۰۰۰۰۰۰۵۹۶۰۴۶۴    | ۰              | ۰            | ۱                   | ۰                   |
| همند کرک ۲   | بخشی نامعلوم در شهرستان گرمسار | همند کرک ۲      | ۵٫۰۰۰۰۰۰۰۷۴۵۰۵۸۱E-۰۲ | ۰              | ۰            | ۱                   | ۰                   |
| پنبه لق کرک  | بخشی نامعلوم در شهرستان گرمسار | پنبه لق کرک     | ۰٫۱۱۹۹۹۹۹۹۷۳۱۷۷۹۱    | ۰              | ۰            | ۱۰                  | ۰                   |
| چاه قلقل     | بخشی نامعلوم در شهرستان گرمسار | چاه قلقل        | ۲                    | ۰              | ۰            | ۲۰                  | ۰                   |
| چنداب        | بخشی نامعلوم در شهرستان گرمسار | چنداب           | ۲                    | ۰              | ۰            | ۲۰                  | ۰                   |
| کهک          | بخشی نامعلوم در شهرستان گرمسار | کهک             | ۱٫۵                  | ۰              | ۰            | ۱۵                  | ۰                   |
| کوروس بالا   | بخشی نامعلوم در شهرستان گرمسار | کوروس بالا      | ۰٫۲۵                 | ۰              | ۰            | ۷                   | ۰                   |
| کوروس پایین  | بخشی نامعلوم در شهرستان گرمسار | کوروس پایین     | ۴                    | ۰              | ۰            | ۲۰                  | ۰                   |
| کویرآباد     | بخشی نامعلوم در شهرستان گرمسار | کویرآباد        | ۴                    | ۰              | ۰            | ۱۵                  | ۰                   |
| یخچال        | بخشی نامعلوم در شهرستان گرمسار | یخچال           | ۰٫۱۵۰۰۰۰۰۰۵۹۶۰۴۶۴    | ۰              | ۰            | ۷                   | ۰                   |